# Institut für Mitbestimmung und Unternehmensführung
Das Institut für Mitbestimmung und Unternehmensführung (I.M.U.) ist ein Institut der Hans-Böckler-Stiftung, das Anfang 2018 gegründet wurde. Der Sitz des Instituts ist Düsseldorf. Wissenschaftlicher Direktor des I.M.U. ist Daniel Hay.

## Geschichte
Die Hans-Böckler-Stiftung (HBS) ist ein Mitbestimmungs-, Forschungs- und Studienförderungswerk des Deutschen Gewerkschaftsbundes (DGB). Nach dem Wirtschafts- und Sozialwissenschaftlichen Institut (WSI), das 1995 in die HBS eingegliedert wurde, und dem Institut für Makroökonomie und Konjunkturforschung (IMK) im Jahre 2005 ist das Institut für Mitbestimmung und Unternehmensführung ein weiteres Institut der HBS. Es wurde am 1. Januar 2018 gegründet.

## Aufgaben und Aktivitäten
Das Institut für Mitbestimmung und Unternehmensführung berät und qualifiziert Arbeitnehmervertreter in mitbestimmten Aufsichtsräten, Betriebs- und Personalräte sowie Arbeitsdirektoren. Es bietet eine Plattform für den fachlichen Austausch. Das I.M.U. veranstaltet jährlich die „Böckler Konferenz für Aufsichtsräte“, die von rund 300 Teilnehmern besucht wird und ist Betreiber der Online-Plattform „Mitbestimmungsportal“.
Das I.M.U. veröffentlicht zudem Studien zu relevanten Themen mitbestimmter Unternehmensführung. Dazu zählen beispielsweise Studien zu Unternehmensrecht, Finanzinvestoren, Unternehmensstrategien, Personalmanagement und Betriebsratswahlen. Forschungsprojekte werden mit Partnern wie zum Beispiel dem Wissenschaftszentrum Berlin für Sozialforschung und der Universität Duisburg-Essen durchgeführt.

## Publikationen
Auf der Basis von Forschungsergebnissen und der Beratungstätigkeit veröffentlicht das I.M.U. regelmäßig in verschiedenen Publikationsreihen.
Publikationsreihen
- Der Mitbestimmungsreport gibt einen Überblick zu aktuellen Themen der Mitbestimmung mit Daten, Fakten und Handlungsempfehlungen (zum Beispiel ISSN 2364-0413).[13]
- Die Mitbestimmungspraxis bietet spezielle Praxishilfen für Aufsichtsräte, Betriebsräte und Personalverantwortliche (zum Beispiel ISSN 2366-0449).[14]
- In der Reihe Study werden aktuelle Forschungsergebnisse, insbesondere Praxisbeispiele von Betriebs- und Dienstvereinbarungen, dokumentiert (zum Beispiel ISBN 978-3-86593-301-0).[15]
- Der I.M.U. Policy Brief verbindet Themen der Arbeitnehmerbeteiligung mit der politischen Agenda und zeigt politische Handlungsspielräume auf.[16]